# غاوسوار (إيوان)
غاوسوار (بالفارسية: گاوسوار) هي قرية تقع في Sarab Rural District في إيران. يقدر عدد سكانها بـ 275 نسمة بحسب إحصاء 2016.